# 绒紫萁
绒紫萁（学名：Osmunda claytoniana var. pilosa）为紫萁科紫萁属下的一个变种。

## 扩展阅读
- 維基物種上的相關：绒紫萁